# San Clemente, Spanien
San Clemente är en ort och kommun i provinsen Cuenca i den autonoma regionen Kastilien-La Mancha i centrala Spanien. Orten ligger cirka 78 kilometer sydväst om Cuenca. Kommunen har 6 812 invånare (2024), på en yta av 277,51 km².